# Гои, Деро
Деро Гои (нем. Dero Goi, настоящее имя — Штефан Музиоль,; род. 16 апреля 1970, Вольфсбург, Германия) — немецкий музыкант, поэт и писатель. Известен как бывший барабанщик и вокалист группы Oomph!, DJ, а также участник сайд-проектов What About Bill? и Die Kreatur. На данный момент занимается соло проектом Dero Goi

## История
Деро родился 16 апреля 1970 года в Вольфсбурге. Музыкой начал увлекаться с раннего детства, так как его отец умел петь и играть на гитаре, маленькому Деро с детских лет пришлось исполнять песни Элвиса Пресли на различных семейных праздниках.
В школе Деро занимался футболом. Изучал английский и французский языки, уроки французского языка в школе ненавидел.
До создания группы Oomph! Деро вместе с Андреасом Крэпом (гитарист и клавишник Oomph!) участвовали в группе, играющей музыку в стиле панк/новая волна, Деро — в качестве солиста, Крэп — на клавишных.

Деро увлекается спортом, чтением книг. В число его любимых авторов и книг попали Энн Секстон (любовная поэзия), книги Патрика Зюскинда «Парфюмер», Юстейна Гордера «Мир Софии», Марло Морган, Гита Сирени, труды Карла Маркса и Фридриха Энгельса, Жан-Поль Сартр, Фридрих Ницше, Бертольт Брехт, Готфрид Бенн, Георг Тракль, Эрнст Яндл, Библия, Коран, сутры буддизма. 
Я действительно люблю все религиозные книги. Мне кажется впечатляющим то, что книга остается актуальной несколько тысяч лет.
Кроме того, Деро является обладателем большой коллекции фильмов. Среди его любимых — «Гражданин Кейн» Орсона Уэллса, «Крёстный отец 1 и 2» Фрэнсиса Форда Копполы, «Танцующая в темноте» Ларса фон Триера, «Багдадский вор» Л. Бергера, М. Пауэлла, Т. Уэлана (1940), «Три мушкетера» Джорджа Сидни (1948), «Носферату — призрак ночи» Вернера Херцога с Клаусом Кински, «Носферату, симфония ужаса» Ф. В. Мурнау, «Эта замечательная жизнь» Фрэнка Капры с Джеймсом Стюартом, «Эд Вуд» Тима Бертона, «Прирождённые убийцы» Оливера Стоуна, «Психо» Альфреда Хичкока, «Что случилось с Бэби Джейн?» Роберта Олдрича с Бетт Дейвис, «Список Шиндлера» Стивена Спилберга, трилогия Джорджа Лукаса про Индиану Джонса, трилогия про Чужих, «Американская история Икс» Тони Кэя, «Миссия» Ролана Жоффе, «Бешеный бык» Мартина Скорсезе, «Старик и море» Джона Стерджеса со Спенсером Трейси, «Мертвец идёт» Тима Роббинса, фильмы про Пеппи Длинный чулок, «Пианино» Джейн Кэмпион, «Житие Брайана по Монти Пайтону» Терри Джоунса.

На вопрос поклонников о том, как он проводит своё время, когда нет концертов, Деро отвечает: 
… встречаюсь с друзьями … готовлю для друзей … сплю … встаю … чищу зубы … мою голову … принимаю душ … кормлю своих кошек … какой-нибудь едой … пишу тексты … пишу новые песни … записываю вокальные партии … делаю новый материал… работаю над новым CD.
Деро жил в том же доме, что и его нынешний напарник Андреас Крэп.
Он и Крэп играли музыку в стиле панк/новая волна. Позже на индастриал-фестивале Крэп и Деро встретили Роберта Флюкса. Они поняли, что им всем нравится музыка и захотели создать группу. Так появилась Oomph!.
На вопрос, почему было выбрано именно такое название, Деро отвечает:
Потому что было странно видеть такое название. Знаете, с двумя „o“ и восклицательным знаком в конце. Это было странно, вы знаете, визуальный аспект и произношение. И вы знаете, всегда хорошо иметь такое название, от которого кто-то воскликнет „Что это было?“. Вы знаете, если ваше название, как, я не знаю, „Туалет, 2, 3, 4“ — это… я не знаю. Ваше название должно быть особенным. Это особое название, безусловно.

## Семья
У Деро есть брат:
Даже при том, что я ни в чем не нуждался (в отличие от большинства детей в других странах), я всегда был окружен заботой моих родителей. Мы с моим братом всегда чувствовали борьбу, происходящую между нашими родителями, за своей спиной, и это воздействовало на наши души и искажало их!
.
Племянник Деро, Мика, прославился тем, что произносил считалку в песне «Augen auf!» и снялся в одноименном клипе (мальчик с очками в роговой оправе).
Согласно последним данным, Деро проживает в Брауншвайге. Есть жена и двое сыновей 2003 и 2006 г.р.

## Влияние
Своё отношение к чужой музыке Деро выражает так: Я стараюсь слушать настолько широкий диапазон разных стилей, насколько это возможно, потому что для вдохновения важно слушать разнообразную музыку.
Однако, Деро отметил несколько групп и исполнителей в интервью Deutschmusikland, включая Фрэнка Синатру, Tool, Элвиса Пресли, Korn и Nine Inch Nails. Деро был также под влиянием других групп: The Cure, Killing Joke, AC/DC, Motörhead, Depeche Mode, The Beatles, и ABBA. Члены Oomph! слушали и были под влиянием таких исполнителей, как The Cure, Depeche Mode, Nine Inch Nails, AC/DC, Garbage, Motorhead и Korn.
Также в своих интервью Гои неоднократно упоминает, что Oomph! оказали большое влияние на Rammstein.
Мы, в плане возраста, моложе, чем Rammstein, но, в то же время, наш творческий возраст старше. Меня радует то, что они честно признают, давая интервью, что без OOMPH они не существовали бы. И, в первую очередь, это интересно, быть моложе своих «детей».

## Внешний вид
Деро имеет атлетическое телосложение, рост 186 см.
Цвет глаз: зелено-карий. Волосы: тёмно-каштановые. Также у него есть пирсинг на лице и не только, цветные татуировки. На всем периоде творчества Деро имел различные имиджи: от дерзкого короткостриженного уличного парня до облика американского полицейского (в его сайд-проекте What About Bill?).
В периоде с 2012—2016 года Деро появлялся на сцене в образе моряка, транссексуала в женском платье, отважного героя.
В настоящее время (2019-2020 год) Деро вновь сменил имидж и не собирается на этом останавливаться. Задумывается о том, чтобы побриться налысо. (источник не указан)

## Творческая деятельность
- 1987 год — проект Cunning Toy
- с 1989 года по 2021 - вокалист группы Oomph!, а также с 2008 года — сайд-проекта What About Bill?
- 2019 год - проект Die Kreatur, дуэт Dero Goi и Chris Harms (фронтмен группы Lord Of The Lost)
- 30.09.2021 Dero Goi прекращает сотрудничество с группой Oomph!, о чем написали в своих соцсетях участники.[3]
- В январе 2022 года Деро анонсировал сольный проект, который получил название D.E.R.O. Для своего сольного проекта Деро написал уже более 30 песен на английском языке в стиле электро. Преимущественно ироничные тексты песен коснулись злободневных тем пандемии, вакцинации, социальных разногласий и личных взглядов музыканта. Выпуск сольного альбома Деро планирует в ноябре 2023 года
- 27.10.2023 - под именем "Dero Goi" на лейбле Dependent Records выпустил мини-альбом "Clickbait"